# Quirnbach-Formation
Die Quirnbach-Formation ist in der Erdgeschichte eine lithostratigraphische Gesteinseinheit des Rotliegend des Saar-Nahe-Beckens. Sie folgt auf die Wahnwegen-Formation und wird von der Lauterecken-Formation überlagert. Die chronostratigraphische Datierung ist nicht ganz gesichert. Vermutlich ist sie jedoch in das basale Perm (Asselium) zu stellen.

## Namengebung und Begriffsgeschichte
Die Quirnbach-Formation ist nach dem Ort Quirnbach/Pfalz im Landkreis Kusel in Rheinland-Pfalz benannt. Der Name wurde 1971 von Otto Atzbach und Klaus Schwab in den Erläuterungen zur Geologischen Karte von Rheinland-Pfalz 1 : 25000 Bl. Nr. 6410 Kusel als Quirnbacher Schichten eingeführt. Jürgen Boy und Jürgen Fichter benutzten den Begriff 1982 in der Form Quirnbach-Schichten. Karl Stapf änderte den Begriff dann 1990 in Angleichung an die Richtlinien für Lithostratigraphie in Quirnbach-Formation um.

## Definition, Korrelation und Alter
Die Formation besteht überwiegend aus grauen und graubraunen Feinsandsteinen und Tonsteinen, aber auch Kalksteinen, Tuffen und Kohlelagen. In verschiedenen Profilabschnitten sind auch rote Sandsteine und "Schwarzpelite" eingeschaltet, selten auch Konglomerate. Die Untergrenze der Formation ist mit dem Einsetzen der grauen, klastischen Sedimente definiert. Die Obergrenze bildet die Unterkante des sog. Feist-Konglomerats. Die Mächtigkeit beträgt 170 bis 350 m, in der Typusregion bei Quirnbach 240 m. Die Sedimente der Quirnbach-Formation wurde überwiegend unter lakustrinen Bedingungen abgelagert. Um St. Wendel lag ein lokaler See, der Concordiasee, der sich vor allem durch die Bildung von Stromatolithen dokumentiert. Ein weiterer, überwiegend von karbonatischen Ablagerungen dominierter See lag bei Nerzweiler, der sog. Stiehlberg-See. Über weite Strecken durchhaltende Seehorizonte sind ab der Mitte der Formation nachweisbar, der untere Seehorizont sind die Ablagerungen des sog. Immetshausen-Sees. Im oberen Drittel der Formation sind drei weitere Seehorizonte entwickelt, die sog. Galgenbergbänke. Darüber folgt der Seehorizont der Hohenöllen-Bank. Die Quirnbach-Formation enthält in der Übersicht die folgenden markanten Bänke, die auch zur lokalen und regionale Korrelation benutzt werden:
- Gailbach-Bank
- Blochersberg-Bank
- Bubach- und Roßbach-Bank
- Hohenöllen-Bank
- Breitwiesen-Tuff
- Obere Galgenberg-Bank
- Mittlere Galgenberg-Bank
- Untere Galgenberg-Bank
- Immetshausen-Bank
- Concordia-Bank
- Stiehlberg-Bank

## Ablagerungsraum und Fossilien
Der Ablagerungsraum war durch kleinere Flussläufe mit Flussebenen und mäßig tiefen Seen geprägt. Die großen Mächtigkeitsschwankungen sind dadurch bedingt, dass zur Ablagerungszeit der Quirnbach-Formation das Saar-Nahe-Becken entlang von NW-SO-verlaufenden Querstörungen in einzelne Teilbecken mit unterschiedlichen Subsidenzraten zerlegt wurde.
Die Formation gilt als relativ fossilreich. Die Pflanzen war an feuchte Bedingungen angepasst. An Invertebraten wurden gefunden Muscheln, Stromatolithe, Gliedertiere (Muschelkrebse, Kiemenfußkrebse, syncaride Krebse), das Problematikum Cuselina, xenacanthide Haie, Knochenfische (fast ausschließlich Paramblypterus) und selten auch Amphibien. In feinkörnigen Sedimenten der Formation sind Fährten von Amphibien überliefert.